# Francis Burt
Pour les articles homonymes, voir Francis Burt (gouverneur) et Burt.
Francis Theodore Page Burt, né le 14 juin 1918 à Cottesloe et mort le 8 septembre 2004 à Perth, communément appelé « Red », est un juriste australien qui fut président de la Cour suprême d'Australie-Occidentale de 1977 à 1988 puis 29e gouverneur d'Australie-Occidentale de 1990 à 1993. Il a également été lieutenant-gouverneur de l'État de 1977 à 1990.
Né à Perth, il a étudié le droit à l'Université d'Australie-Occidentale. Au cours de la Seconde Guerre mondiale, il a servi dans la Royal Australian Navy et la Royal Australian Air Force.
Il a été nommé juge à la Cour suprême d'Australie-Occidentale en 1969, un poste occupé jusqu'en 1977 où il a été promu président. Il a pris sa retraite en 1988.